# Windbachtalkogel
Der Windbachtalkogel (auch Windbachtalkopf) ist ein 2843 m ü. A. hoher Berg in den östlichen Zillertaler Alpen unweit der Grenze zwischen Salzburg und Tirol im Nationalpark Hohe Tauern.

## Routen
Der Gipfel ist von der Richterhütte, vom Krimmler Tauernhaus, von der Neugersdorfer Hütte oder von der italienischen Birnlückenhütte aus erreichbar.

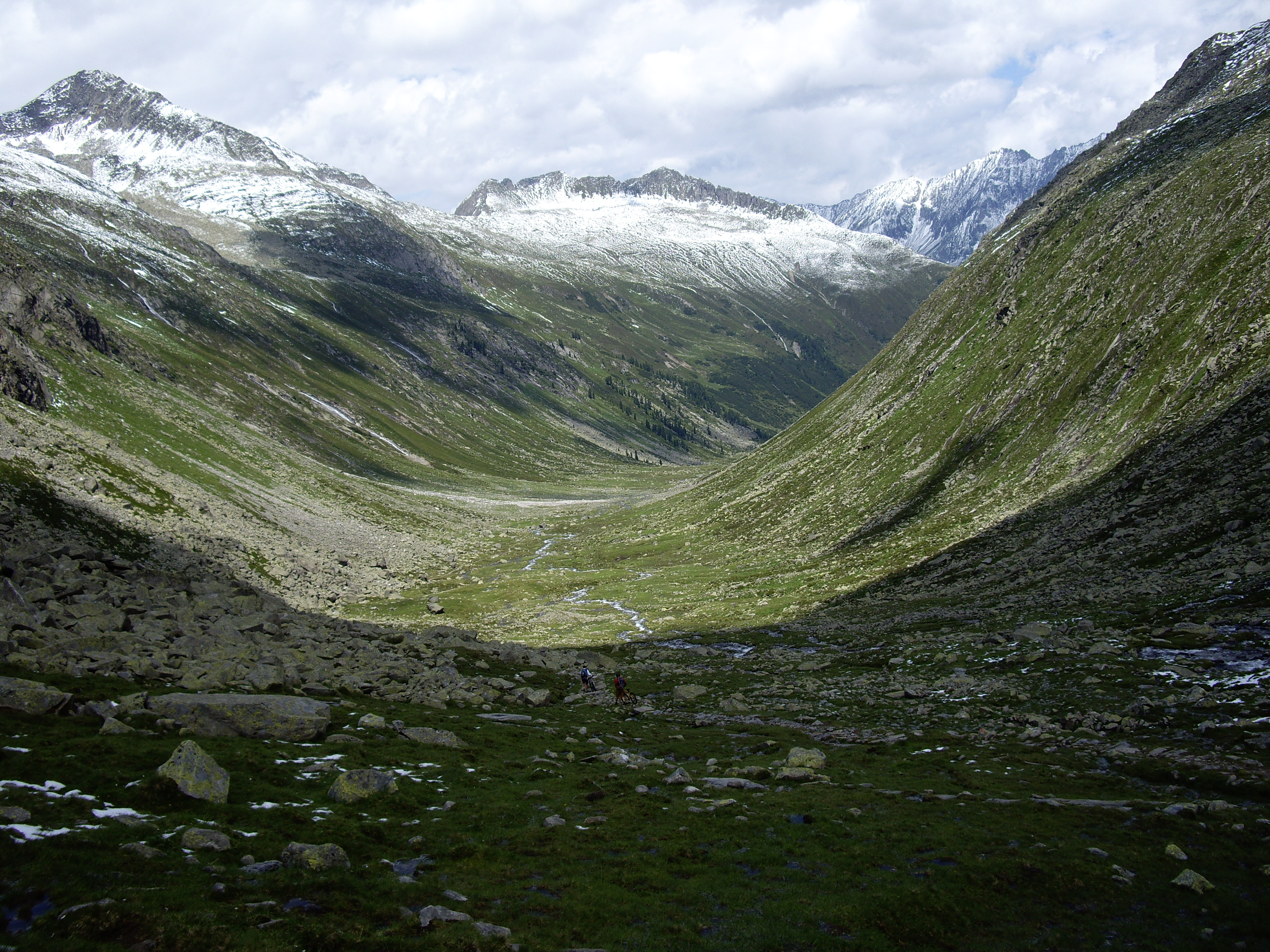
Blick vom hinteren Windbachtal zum Windbachtalkopf (links)
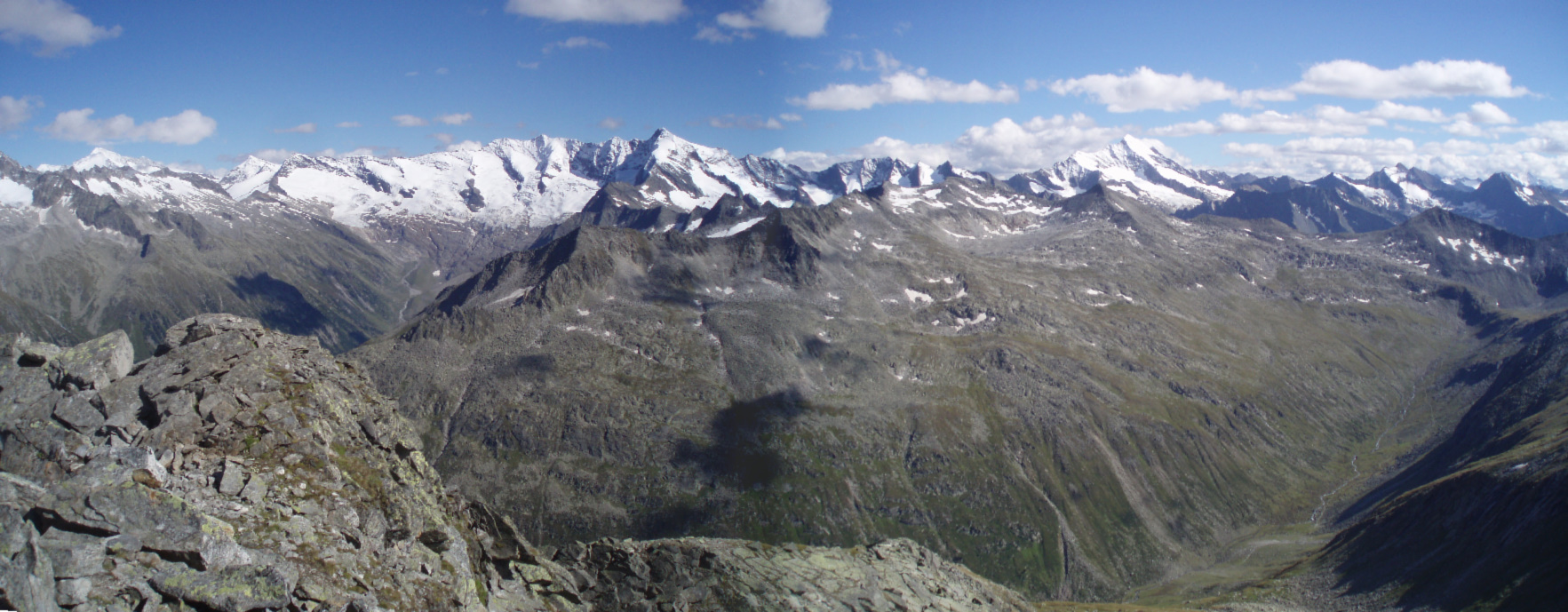
Blick zum Großvenediger und über das Windbachtal zur Dreiherrnspitze